# برندان ماری
برندان ماری (به انگلیسی: Brendan Murray) (زاده ۱۶ نوامبر ۱۹۹۶) خواننده ایرلندی است.
او در مسابقه آواز یوروویژن ۲۰۱۷ نماینده ایرلند بود .